# 21. Goya-gála
A 21. Goya-gála során a 2006-ban bemutatott spanyol filmeket értékelték. A jelölteket az Academy of Cinematographic Arts and Sciences of Spain választotta ki. A madridi Palacio Municipal de Congresosban tartott ceremóniát a Televisión Española közvetítette 2007. január 28-án. A műsor házigazdája José Corbachos volt. A gála során Tedy Villalba kapta meg a tiszteletbeli Goya-díjat.

## Győztesek és jelöltek
A nyertesek félkövérrel jelölve.

### Fő díjak
| Legjobb film | Legjobb rendező |
| --- | --- |
| - Volver - Alatriste kapitány - A faun labirintusa - Salvador | - Pedro Almodóvar – Volver - Agustín Díaz Yanes – Alatriste kapitány - Guillermo del Toro – A faun labirintusa - Manuel Huerga – Salvador |
| Legjobb férfi főszereplő | Legjobb női főszereplő |
| - Juan Diego – Vete de mí - Daniel Brühl – Salvador - Sergi López – A faun labirintusa - Viggo Mortensen – Alatriste kapitány                                                 | - Penélope Cruz – Volver - Silvia Abascal – A balga dáma - Marta Etura – Sötétkékmajdnemfekete - Maribel Verdú – A faun labirintusa       |
| Legjobb férfi mellékszereplő | Legjobb női mellékszereplő |
| - Antonio de la Torre – Sötétkékmajdnemfekete - Leonardo Sbaraglia – Salvador - Juan Echanove – Alatriste kapitány - Juan Diego Botto – Vete de mí                            | - Carmen Maura – Volver - Ariadna Gil – Alatriste kapitány - Lola Dueñas – Volver - Blanca Portillo – Volver                              |
| Legjobb eredeti forgatókönyv | Legjobb adaptált forgatókönyv |
| - A faun labirintusa – Guillermo del Toro - Volver – Pedro Almodóvar - Sötétkékmajdnemfekete – Daniel Sánchez Arévalo - La noche de los girasoles – Jorge Sánchez-Cabezudo    | - Salvador – Lluís Arcarazo - Alatriste kapitány – Agustín Díaz Yanes - Forró zápor – Antonio Soler - Tündérmese – José Luis Cuerda       |
| Legjobb új színész | Legjobb új színésznő |
| - Quim Gutiérrez – Sötétkékmajdnemfekete - Alberto Amarilla – Forró zápor - Javier Cifrián – Ez meglőtte, az hazavitte - Walter Vidarte – La noche de los girasoles           | - Ivana Baquero – A faun labirintusa - Bebe – Tündérmese - Verónica Echegui – Nevem: Juani - Adriana Ugarte – Cabeza de perro             |
| Legjobb iberoamerikai film | Legjobb európai film |
| - Las manos – Argentína - American Visa – Bolívia - Az ágyban – Chile - Soñar no cuesta nada – Kolumbia                                                                       | - A királynő – Egyesült Királyság - Beethoven árnyékában – Egyesült Királyság - Füles – Egyesült Királyság - Felkavar a szél – Írország   |
| Legjobb új rendező | Legjobb animációs film |
| - Daniel Sánchez Arévalo – Sötétkékmajdnemfekete - Carlos Iglesias – Otthon, máshol - Javier Rebollo – Lo que sé de Lola - Jorge Sánchez-Cabezudo – La noche de los girasoles | - Fogtündér kisegér - A mélységből kiáltok - Sárkányhegy titka 2. - Teo, cazador intergaláctico                                           |

### Egyéb díjak
| Legjobb operatőr | Legjobb vágás |
| --- | --- |
| - A faun labirintusa – Guillermo Navarro - Alatriste kapitány – Paco Femenia - Salvador – David Omedes - Volver – José Luis Alcaine                                                                       | - A faun labirintusa – Bernat Villaplana - Alatriste kapitány – José Salcedo - A véres dinasztia: A Borgia-család története – Iván Aledo - Salvador – Aixalà, Santy Borricón                                                                                                   |
| Legjobb látványtervezés | Legjobb gyártásvezető |
| - Alatriste kapitány – Benjamín Fernández - A véres dinasztia: A Borgia-család története – Bárbara Pérez Solero, María Stilde Ambruzzi - A faun labirintusa – Eugenio Caballero - Volver – Salvador Parra | - Alatriste kapitány – Cristina Zumárraga - Salvador – Bernat Elías - Volver – Antonio Norella - A véres dinasztia: A Borgia-család története – Eduardo Santana, Ricardo García, Gido Simonetti                                                                                |
| Legjobb hang | Legjobb vizuális effektusok |
| - A faun labirintusa – Miguel Polo - Alatriste kapitány – Pierre Gamet, Dominique Menegum, Grisolet - Salvador – James Muñoz - Volver – Miguel Rejas                                                      | - A faun labirintusa – David Martí, Montse Ribé, Reyes Abades, Everett Burrell, Edward Irastorza, Emilio Ruiz - Alatriste kapitány – Reyes Abades, Rafael Solorzano - Goya kísértetei – Reyes Abades, Félix Berges, Eduardo Díaz - Salvador – Juan Ramón Molina, Ferrán Piquer |
| Legjobb jelmeztervezés | Legjobb smink |
| - Alatriste kapitány – Francesca Sartori - A véres dinasztia: A Borgia-család története – Luciano Capocci - Goya kísértetei – Yvonne Blake - Volver – Bina Daigeler                                       | - A faun labirintusa – José Quetglas, Blanca Sánchez - Alatriste kapitány – José Luis Pérez - Goya kísértetei – Ivana Primorae, Susana Sánchez, Manuel García - Volver – Ana Lozano, Massimo Gattabrusi                                                                        |
| Legjobb eredeti filmzene | Legjobb eredeti dal |
| - Volver – Alberto Iglesias - Alatriste kapitány – Roque Baños - A faun labirintusa – Javier Navarrete - Salvador – Lluís Llach                                                                           | - "Tiempo Pequeño" (Bebe, Lucio Corby) – Tündérmese - "Imaginarte" (Alba Gárate) – Sötétkékmajdnemfekete - "Duermen Los Niños" (Javier Limón, Andrés Calamaro, David Trueba) – Bienvenido a casa - "Shockal Fire Ashe" (Juan Bardem, Abdur Rahim) – Ez meglőtte, az hazavitte  |
| Legjobb rövidfilm | Legjobb animációs rövidfilm |
| - A ciegas... - Nőideál - Equipajes - La guerra - Propiedad privada | - El Viaje de Said - Another Way - Broken Wire - Hasta la Muerte - La Noche de los Feos |
| Legjobb dokumentumfilm | Legjobb rövid dokumentumfilm |
| - Cineastas en acción - Hécuba, un sueño de pasión - La silla de Fernando - Más allá del espejo | - Castañuela 70 - Abandonatii - Casting - Joe K - La Serenísima |

## Fordítás
- Ez a szócikk részben vagy egészben  a(z)   21st Goya Awards című angol Wikipédia-szócikk fordításán alapul.  Az eredeti cikk szerkesztőit annak laptörténete sorolja fel. Ez a jelzés csupán a megfogalmazás eredetét és a szerzői jogokat jelzi, nem szolgál a cikkben szereplő információk forrásmegjelöléseként.